# Sandžásürengín Mijáragčá
Sandžásürengín Mijáragčá nebo Mijáragčá Sandžásüren (* 30. srpna 1983) je bývalý mongolský zápasník – judista a sambista.

## Sportovní kariéra
Pochází z ajmagu Zavchan z chalchské kočovné rodiny. Od dětství se věnoval tradičnímu mongolskému zápasu böch. Se sambem/judem se seznámil během vysokoškolských studií (univerzita Chüműnlegín Uchány Ich Surgúli) v Ulánbátaru v roce 2000. Vrcholově se připravoval v policejním sportovním centru Chüč. V mongolské sambistické a judistické reprezentaci se pohyboval od roku 2005 ve váze pololehké do 66 (68) kg. V judu je dvojnásobným vítězem turnaje mistrů z let 2010 a 2012. Na vrcholné sportovní akce však dostával přednost jeho věčný sportovní rival Cagánbátar. Na olympijských hrách nestartoval. V roce 2008 byl nominován na olympijské hry v Pekingu a dokonce figuroval v databázi olympijského turnaje, ale ze soutěží byl pár dní před turnajem stažen kvůli selhání Mongolského olympijského výboru. Sportovní kariéru ukončil v roce 2016.

### Vítězství na turnajích
- 2009 - 1x světový pohár (Čching-tao)
- 2010 - turnaj mistrů (Suwon)
- 2012 - turnaj mistrů (Almaty)
- 2013 - 1x světový pohár (Ulánbátar)

## Výsledky

### Judo
| Turnaj            | 2007           | 2008           | 2009           | 2010           | 2011           | 2012           | 2013           |
| Turnaj            | 24             | 25             | 26             | 27             | 28             | 29             | 30             |
| Turnaj            | pololehká váha | pololehká váha | pololehká váha | pololehká váha | pololehká váha | pololehká váha | pololehká váha |
| ----------------- | -------------- | -------------- | -------------- | -------------- | -------------- | -------------- | -------------- |
| Olympijské hry    |                | DNS            |                |                |                | —              |                |
| Mistrovství světa | úč.            |                | —              | úč.            | úč.            |                | úč.            |
| Asijské hry       |                |                |                | —              |                |                |                |
| Mistrovství Asie  | —              | —              | 3.             |                | —              | 3.             | —              |
| Univerziáda       | úč.            |                | úč.            |                | —              |                |                |

### Sambo
| Turnaj            | 2005 | 2006 | 2007 | 2008 | 2009 | 2010 | 2011 | 2012 | 2013 | 2014 |
| Turnaj            | 22   | 23   | 24   | 25   | 26   | 27   | 28   | 29   | 30   | 31   |
| Turnaj            | -62  | -68  | -68  | -68  | -68  | -68  | -68  | -68  | -68  | -74  |
| ----------------- | ---- | ---- | ---- | ---- | ---- | ---- | ---- | ---- | ---- | ---- |
| Mistrovství světa | 5.   | —    | 2.   | 5.   | —    | 5.   | —    | —    | —    | úč.  |